# Haley Ramm
Haley Ramm (Contea di Collin, 26 marzo 1992) è un'attrice statunitense.

## Biografia
Haley Ramm nasce prematura (con cinque settimane di anticipo) nella contea di Collin, in Texas, ma cresce a Dallas, dove frequenta lezioni di danza dall'età di tre anni. A 6 anni, inizia a frequentare lezioni di recitazione e ad apparire nelle pubblicità; compiuti nove anni, Ramm ottiene ruoli minori in alcuni film texani. Nel 2005, si trasferisce a Los Angeles con la madre. Vengono raggiunte dal padre e dal fratello maggiore Max tre anni più tardi.
Nel 2006, appare in X-Men - Conflitto finale nel ruolo di una giovane Jean Grey. L'anno successivo, è protagonista del film Mr. Blue Sky e compare in Walking Tall 3 - Giustizia personale, al fianco di Kevin Sorbo. Quello stesso anno, interpreta Gwen Tennyson, cugina di Ben Tennyson, nel primo film tratto dalla serie animata Ben 10, Ben 10 - Corsa contro il tempo. Tre anni più tardi, è la protagonista di Rubber, terzo film diretto dal musicista francese Mr. Oizo.
Nel 2011, è Heather Spencer in La festa (peggiore) dell'anno, mentre nel 2012 appare nel film Disconnect.

## Filmografia

### Cinema
- Seventy-8, regia di Erik Clapp (2004)
- Flightplan - Mistero in volo (Flightplan), regia di Robert Schwentke (2005)
- I tuoi, i miei e i nostri (Yours, Mine and Ours), regia di Raja Gosnell (2005)
- A Four Course Meal, regia di Clay Liford (2006)
- X-Men - Conflitto finale (X-Men: The Last Stand), regia di Brett Ratner (2006)
- Walking Tall: The Payback, regia di Tripp Reed (2007)
- Into the Wild - Nelle terre selvagge (Into the Wild), regia di Sean Penn (2007)
- Walking Tall 3 - Giustizia personale (Walking Tall: Lone Justice), regia di Tripp Reed (2007)
- Mr. Blue Sky, regia di Sarah Gurfield (2007)
- Just Peck, regia di Michael A. Nickles (2009)
- Skateland, regia di Anthony Burns (2010)
- Rubber, regia di Quentin Dupieux (2010)
- Almost Kings, regia di Philip G. Flores (2010)
- Red State, regia di Kevin Smith (2011)
- Disconnect, regia di Henry Alex Rubin (2012)
- Cowgirls'n Angels - L'estate di Dakota (Cowgirls'n Angels), regia di Timothy Armstrong (2014)
- Victors, regia di Brandon Dickerson (2015)
- Pimp, regia di Christine Crokos (2018)

### Televisione
- CSI - Scena del crimine (CSI: Crime Scene Investigation) - serie TV, episodio 4x21 (2004)
- Prima o poi divorzio! (Yes, Dear) - serie TV, episodio 4x22 (2004)
- Catscratch - serie animata, episodi 4-5 (2005) - voce
- CSI: Miami - serie TV, episodi 4x06-4x15 (2005-2006)
- Brotherhood - Legami di sangue (Broterhood) - serie TV, episodio 1x01 (2006)
- Grey's Anatomy - serie TV, episodio 3x01 (2006)
- E.R. - Medici in prima linea (E.R.) - serie TV, episodio 13x16 (2007)
- Ben 10 - Corsa contro il tempo (Ben 10: Race Against Time), regia di Alex Winter - film TV (2007)
- Senza traccia (Without a Trace) - serie TV, 6 episodi (2007-2008)
- Eleventh Hour - serie TV, episodio 1x03 (2008)
- The New 20's, regia di Joey Boukadakis - cortometraggio TV (2008)
- The Unit - serie TV, episodio 4x16 (2009)
- iCarly - serie TV, episodio 2x20 (2009)
- Hawthorne - Angeli in corsia (Hawthorne) - serie TV, episodio 1x06 (2009)
- Three Rivers - serie TV, episodio 1x06 (2009)
- The Odds - film TV (2010)
- Bond of Silence, regia di Peter Werner - film TV (2010)
- Lie to Me - serie TV, episodio 2x21 (2010)
- NCIS: Los Angeles - serie TV, episodio 2x05 (2010)
- La festa (peggiore) dell'anno (Worst. Prom. Ever), regia di Dan Eckman - film TV (2011)
- The Protector - serie TV, episodio 1x03 (2011)
- The Mentalist - serie TV, episodio 4x18 (2012)
- Chasing Life - serie TV (2014 - 2015)
- The Originals - serie TV, episodi 3x11 e 3x12 (2016)
- Good Girls Revolt - serie TV, episodio 1x2 (2016)
- The Good Doctor - serie TV, episodio 3x07 (2019)
- Daily Alaskan (Alaska Daily) – serie TV, episodi 1x05-1x010 (2022)

## Premi e candidature
- 2007 - Young Artist Awards
  - Nomination Best Performance in a feature film - Young Ensemble Cast (I tuoi, i miei e i nostri)[7]
- 2008 - Young Artist Awards
  - Nomination Best Performance in a TV movie, miniseries or special - Supporting Young Actress (Ben 10 - Corsa contro il tempo)[8]
- 2009 - Young Artist Awards
  - Nomination Best Performance in a TV series - Recurring Young Actress (Senza traccia)[9]

## Doppiatrici italiane
Nelle versioni in italiano delle opere in cui ha recitato, Haley Ramm è stata doppiata da:
- Loretta Di Pisa in La festa (peggiore) dell'anno, iCarly
- Giulia Franceschetti in Flightplan - Mistero in volo, Chasing Life
- Giulia Catania in Grey's Anatomy, The Originals
- Irene Trotta in The Good Doctor, Good Girls Revolt
- Erica Necci in I tuoi, i miei e i nostri
- Letizia Ciampa in Disconnect
- Barbara Pitotti in Ben 10 - Corsa contro il tempo
- Perla Liberatori in Bond of Silence
- Domitilla D'Amico in Eleventh Hour